# Anancylus calceatus
Anancylus calceatus är en skalbaggsart som beskrevs av Thomson 1864. Anancylus calceatus ingår i släktet Anancylus och familjen långhorningar. Inga underarter finns listade i Catalogue of Life.